# Vysoké Tatry
Vysoké Tatry (em húngaro: Magastátra) é uma cidade da Eslováquia, situada no distrito de Poprad, na região de Prešov. Tem 359,79 km² de área e sua população em 2018 foi estimada em 4.042 habitantes.

## Demografia
| Ano:        | 1994 | 2004    | 2014    | 2024   |
| ----------- | ---- | ------- | ------- | ------ |
| Broj ljudi: | 5669 | 4953    | 4113    | 3770   |
| Razlika:    |      | -12,63% | -16,95% | -8,33% |

| Ano:               | 2023 | 2024   |
| ------------------ | ---- | ------ |
| Número de pessoas: | 3782 | 3770   |
| Diferença:         |      | -0,31% |